# Zabobon, czyli Krakowiacy i Górale
Zabobon, czyli Krakowiacy i Górale (też: Nowe Krakowiaki) — opera (zabawka dramatyczna ze śpiewkami) Karola Kurpińskiego, w 3 aktach, do której libretto napisał Jan Nepomucen Kamiński (zaadaptowano z libretta Krakowiacy i Górale Wojciecha Bogusławskiego). Jej prapremiera miała miejsce w Warszawie 16 czerwca 1816 roku.

## Osoby
- Pan Pysznicki
- Ekonom
- Bartłomiej, młynarz
- Dorota, żona jego
- Basia, córka młynarza z pierwszego małżeństwa
- Zosia, przyjaciółka Basi
- Wawrzyniec, oyciec Stacha
- Górale: Bryndus, Morgal, Świtos, Kwicołap
- Miechodmuch, organista
- Pastuch
- Bardos, student z Krakowa
- Krakowiacy, Krakowianki, Górale i Góralki.

Scena w Mogile, wiosce pod Krakowem.

## Muzyka
- Uwertura

Akt pierwszy

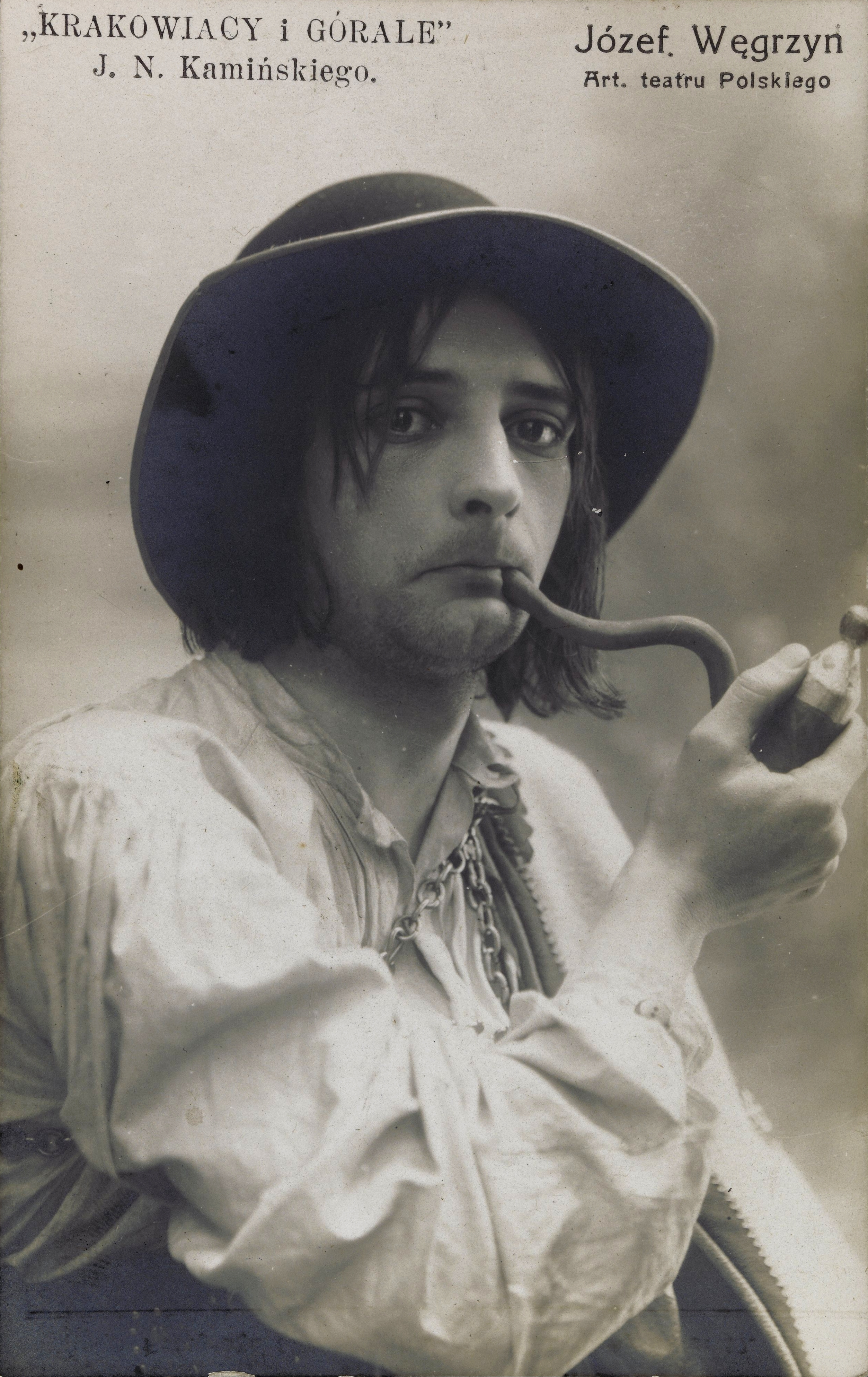
Józef Węgrzyn jako Bryndus w spektaklu Zabobon, czyli Krakowiacy i Górale w reżyserii Maksymiliana Węgrzyna w Teatrze Polskim (1913)

- Śpiew (Basia i Zosia). «Mówze Zosiu, niech się nie biedzę!» (Scena I)
- Śpiew (Bryndus i Basia). «Jestze twoją wolą» (Scena II)
- Śpiewki ochotne (Świtos, Morgal, Kwicołap i więcej Góralow). «Bierz chłopaki cart chodaki» (Scena IV)
- Śpiew (Bryndus i Górale), «Poprzysięgam na piorony» (Scena V)
- Śpiew (Bardos). «Kiedy na świat rzucę okiem» (Scena VI)
- Śpiewka (Jonek). «W mieście dziwne obycaie» (Scena VII)
- Śpiewki ochotne (Krakowiacy, Krakowianki, Górale). «Pędzą trzodę z łąk pasterze» (Scena X)
- Śpiewka (Miechodmuch, Krakowiacy, Górale). «Nuze skrzypce, nuz cymbałki» (Scena XII)
- Śpiew (Krakowiacy, Górale, Bardos). «Porzucamy wase chaty» (Scena XIV)
- Śpiew (Stach i Basia). «Serca, które miłość spoi» (Scena XVII)
- Śpiew ogólny. «Dalej bracia do pogoni» (Scena XVIII)

Akt drugi
- Śpiew (Bardos). «Los okrutny, los niestały» (Scena I)
- Śpiew (Bardos, Ekonom, Basia, Górale). «Przecie nam się raz udało» (Scena II)
- Śpiew (Basia). «O wielki Boze!» (Scena VI)
- Śpiew (Bardos). «Nie ci są wielcy, których głosi sława» (Scena X)
- Śpiewka. «Kiedy dzieci z sobą w zwadzie» (Scene XV)

Akt trzeci
- Śpiewka (Zosia). «Serce nie sługa, nie zna coto pany» (Scena I)
- Śpiewka (Jonek). «Miłość jest jakaś moc skryta» (Scena IV)
- Śpiewki (Dorota, Basia, Bartłomiej, Bryndus, Stach, Jonek, Miechodmuch, Cnotliwski). «Dajcie przykład zacne matki» (Scena VIII)
- Śpiew ogólny. «Niech miłość, zgoda, męstwo i chwała» (Scena VIII)